# Gel per capelli

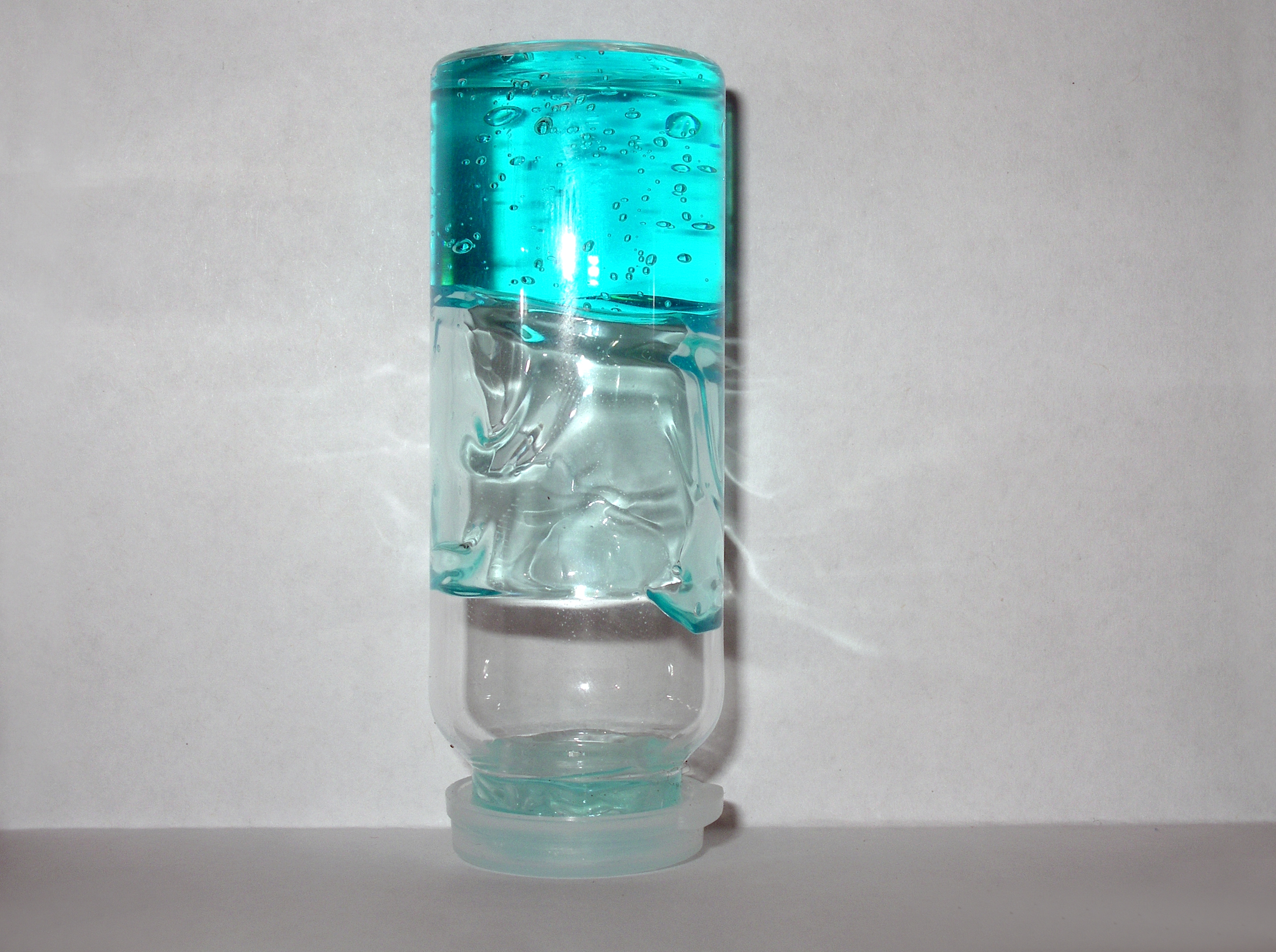
Un tubetto di gel per capelli

Il gel per capelli (a volte chiamata gelatina) è una sostanza gelatinosa utilizzata per il fissaggio dei capelli. Il risultato dell'applicazione del gel è simile, ma più resistente, di quello ottenuto tramite la lacca per capelli.

## Storia
Le analisi delle mummie degli antichi Egizi hanno dimostrato che essi utilizzavano per i capelli un grasso basato sul gel. I ricercatori che stanno dietro le analisi dicono che gli egizi usavano il prodotto al fine di garantire che il loro stile rimanesse al suo posto sia nella vita che nella morte. Natalie McCreesh, una scienziata archeologica del KNH Centre for Biomedical Egyptology dell'Università di Manchester in Inghilterra, e i suoi colleghi studiarono campioni di capelli prelevati da 18 mummie. La più antica è di circa 3.500 anni, ma la maggior parte vennero scavate da un cimitero nel Dakhleh Oasi nel Deserto Libico-Nubiano nel periodo greco-romano, circa 2.300 anni fa. 
La mummia di palude irlandese l'uomo di Clonycavan, che è stato al metodo del carbonio-14 tra il 392 a.C. e il 201 a.C., venne ritrovato con un gel per capelli a base di resina di pino importata dalla Spagna o sud-ovest della Francia. 
Nel 1929, la società chimica britannica inventò il Brylcreem, che diventò il leader del mercato tra i prodotti per lo styling dei capelli sia nel Regno Unito che negli Stati Uniti nel corso dei decenni successivi.
Nel 1960, il gel per capelli moderno venne inventato negli Stati Uniti, da quello che in seguito sarebbe stato rinominato Dep Corporation. Commercializzato con il marchio Dep, al gel per capelli moderno venne dato questo nome dal suo inventore, Luis Montoya, in riconoscimento della sostanza che ha dato la sua unica, non grassa consistenza: il dietilftalato comunemente abbreviato come DEP.

## Tipi

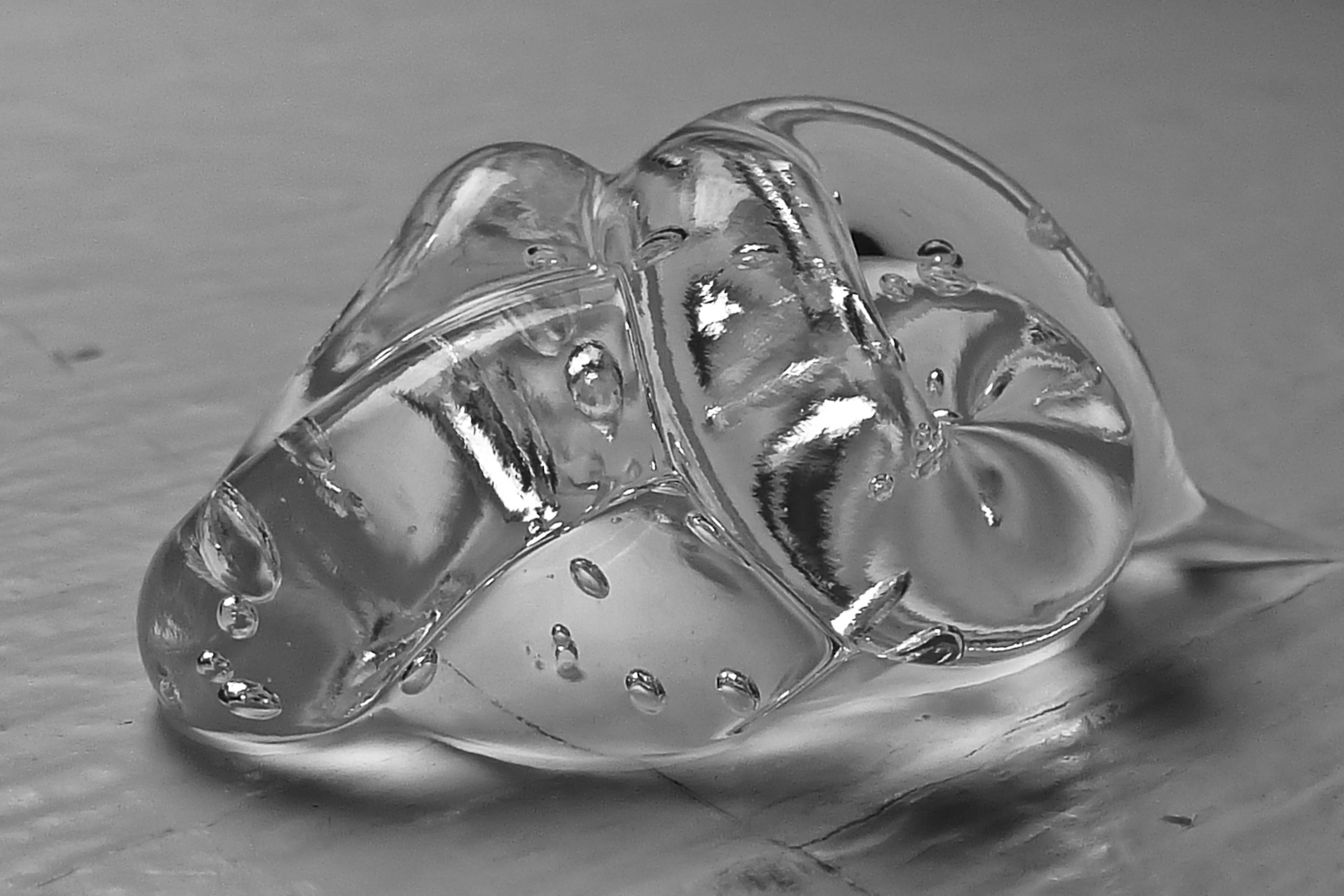
Una quantità di gel per capelli

Molte marche in Nord America e nel Regno Unito sono disponibili in varianti numerate. Un numero più alto indica un tipo di gel in grado di garantire una maggiore presa sui capelli, mentre i numeri più bassi sono riservati a tipologie che non mantengono i capelli rigidi; alcuni prodotti danno un effetto bagnato. Una categoria di solito indicata come gel "etnici" è progettata e realizzata appositamente per scolpire la struttura dei capelli comuni per gli afroamericani.
Alcune forme di gel per capelli sono commercializzate per i consumatori che vogliono capelli a punta nello stile che è emerso dalla sottocultura punk nel 1980. Alcuni gel per capelli includono una temporanea tintura dei capelli, che comprende varianti a colori innaturali associati a diverse subculture come i gotici e i rave party.

### Polimeri cationici
I polimeri cationici sono tra i principali componenti funzionali dei gel per capelli. Le cariche positive nei polimeri li inducono ad allungare, rendendo il gel più viscoso. I gel per capelli resistono alle conformazioni proteiche naturali e permettono ai capelli di essere in stile e strutturati, in quanto il polimero steso occupa più spazio di un polimero a spirale, e quindi resiste al flusso di molecole di solvente intorno a esso. Le cariche positive legano il gel anche alle cariche negativamente amminoacidi sulle superfici delle molecole di cheratina nei capelli.

### Altri polimeri
Esistono formule polimeriche più complesse; come un copolimero di 1-vinil-2-pirrolidone, metacrilammide e N-vinilimidazolo.